# Östspolsnäcka
Östspolsnäcka (Bulgarica cana) är en snäckart som först beskrevs av Held 1836.  Östspolsnäcka ingår i släktet Bulgarica, och familjen spolsnäckor. Enligt den finländska rödlistan är arten starkt hotad i Finland. Enligt den svenska rödlistan är arten nära hotad i Sverige. Arten förekommer i Götaland. Artens livsmiljö är friska och lundartade moar.